# Johannes Heinrichs (Philosoph)
Johannes Heinrichs (* 17. September 1942 in Rheinhausen, heute Duisburg) ist ein deutscher Sozialphilosoph und Semiotiker.

## Leben
Johannes Heinrichs trat nach dem Abitur am Städtischen Naturwissenschaftlichen Gymnasium in Rheinhausen 1962 ins Noviziat der Jesuiten in Schloss Eringerfeld ein. Von 1964 nahm er ein Grundstudium der Philosophie an der Jesuitenhochschule für Philosophie in Pullach im Isartal auf, das er 1967 mit dem Philosophischen Lizenziat absolvierte. Heinrichs war dort neben philosophischen Studien an der Universität München bis 1970 Repetitor (Assistent). 1970 ging er mit einem Stipendium der Studienstiftung des deutschen Volkes zur Vorbereitung seiner Hegel-Dissertation Die Logik der „Phänomenologie des Geistes“ zunächst ans Hegel-Archiv Bochum und promovierte 1972 bei Klaus Hartmann in Bonn (summa cum laude; Zweitgutachter Gerhart Schmidt). Für diese Arbeit erhielt er 1973 den Geffrub-Preis der Universität Bonn. Nach einem Diplom in Theologie an der Philosophisch-Theologischen Hochschule Sankt Georgen in Frankfurt am Main, der Priesterweihe im Frankfurter Kaiserdom St. Bartholomäus 1974 sowie Forschungsstudien in Paris wurde er 1975 an derselben Hochschule mit staatlicher Gültigkeit habilitiert. Habilitationsleistungen waren neben seinem genannten Hegel-Buch das Skript zur Vorlesung Sozialphilosophie, das 1976 unter dem Titel Reflexion als soziales System zu einer Reflexions-Systemtheorie der Gesellschaft und 2005 in bearbeiteter Form unter dem Titel Logik des Sozialen. Wie Gesellschaft entsteht teilweise im Druck erschien.
Ab 1975 lehrte er an der Frankfurter Hochschule Philosophie, besonders Sozialphilosophie. Er befasste sich auf neuartige Weise mit der katholischen Soziallehre, in engem persönlichen Kontakt zu deren Nestor Oswald von Nell-Breuning. 1977 trat er jedoch wegen grundsätzlicher Kritik an der institutionalisierten Kirche schrittweise aus dem Jesuitenorden aus, womit er auf seinen Lehrstuhl verzichtete. Nach einer Übergangszeit als Geistlicher Rektor und Dozent an der Katholischen Akademie für Erwachsenenbildung (Herbst 1978 bis Frühjahr 1981) wechselte er 1981 von der römisch-katholischen zur altkatholischen Kirche, aus der er aber 1983 wieder austrat.
1981/82 hatte er eine Lehrstuhlvertretung für Kant-Forschung an der Universität Bonn inne, danach trotz vielfacher Bewerbungen um eine „weltliche“ Philosophieprofessur nur Lehr- und Forschungsaufträge (u. a. der Deutschen Forschungsgemeinschaft), was er auf die Konkordatsverhältnisse an den deutschsprachigen Universitäten, d. h. konkret auf das Mitspracherecht kirchenabhängiger Professoren in den Berufungsverfahren zurückführt. Von 1998 bis 2002 wurde er im Rahmen einer Stiftungsprofessur der Schweisfurth-Stiftung Nachfolger des verstorbenen DDR-Dissidenten Rudolf Bahro an der Humboldt-Universität mit einer Gastprofessur für Sozialökologie. Heute lebt Heinrichs als Schriftsteller (gut 40 philosophische Bücher, 170 teils falchliche, teils populäre Artikel und eine 2023 erschienene Autobiografie  Das Recht nicht zu lügen, mehrere Gedichtbände) und Vortragsredner in Duisburg und Berlin, zeitweise im südindischen Auroville. Er lehrt im Rahmen von Gastvorlesungen und Vorträgen in aller Welt und war Mitglied in verschiedenen philosophischen und kulturpolitischen Gesellschaften, von 1999 bis 2013 im Wissenschaftlichen Beirat des Vereins Deutsche Sprache.

## Philosophie
Heinrichs betrachtet Philosophie als fortschreitende Selbstentfaltung der methodischen Reflexion. Sie bedeutet ihm Form und zugleich Inhalt des philosophischen Denkens. Als Form sei sie nachträgliche, theoretische Reflexion (Nachdenken), als Inhalt bedeute sie gelebte Selbstbezüglichkeit (gelebte Reflexion, Bewusstseinsleben und Handlungswirklichkeit des Individuums wie der Gesellschaft). Die theoretische Reflexion habe die Aufgabe, das Bewusstseinsleben zu rekonstruieren. Dieses Grundverständnis von Philosophie verbindet ihn am meisten mit Georg Wilhelm Friedrich Hegel, doch will er dessen Dialektik der Negativität des Anderen in eine nicht minder systematische Dialogik überführen. Hierin besteht eine Überbrückung von klassischer deutscher Philosophie und dialogischem Sprachdenken: Beide Strömungen sind Relationsdenken. Die Ich-Es-Relation (Dialektik) lässt sich mit der Ich-Du-Relation (Dialogik) zusammendenken. Seine Dissertation von 1972 über Hegels Logik der Phänomenologie des Geistes galt diesem Brückenschlag. Nachdem Heinrichs 1975 das dialogische Verhältnis als ein Reflexionsverhältnis zwischen Menschen mit einer begrenzten Stufenfolge von vier Reflexionsschritten analysiert hatte (diese praktisch-soziale Reflexion und ihre Stufung stellt eine für sein Denken grundlegende Entdeckung dar), entwickelte sich aus der frühen „transzendentalen Dialogik“ eine umfassende Reflexions-Systemtheorie des Sozialen.
Heinrichs unterscheidet die kollektiv-soziale Perspektive jedoch streng von der Perspektive der einzelnen Handelnden. Ausgehend von der Einsicht, dass dabei auch Handeln in dem weiteren Sinn von Sinnvollzügen (Bewusstseinsvollzügen) zu rekonstruieren sei, begründete er eine philosophische Semiotik als Sinnprozesslehre. Während normalerweise Semiotik als einzelwissenschaftliche Disziplingruppe der Beschäftigung mit gegebenen Zeichen verstanden wird, nimmt die philosophische Semiotik eine Ortsbestimmung von Zeichen im Gesamt der menschlichen Sinnvollzüge vor. Die Vierheit der Reflexionsstufen im sozialen Verhältnis findet, von der individuellen Perspektive her, eine analoge Ausprägung in vier umfassenden semiotischen Ebenen, die reflexiv aufeinander aufbauen: Handlung – Sprache – Kunst – Mystik. Diesen vier semiotischen Ebenen gelten die bereits 1980/81 erstmals veröffentlichten Bücher zur Handlungs- und Sprachtheorie, die 2007–2009 in stark erweiterter Bearbeitung neu erschienen sind, sowie die vorläufig in Aufsatzform erschienenen Schriften zur Kunst- und Mystiktheorie. Der reflexionstheoretische Zusammenhang aller Theorieteile (Erkenntnistheorie, Anthropologie, Naturphilosophie, Sozialphilosophie, Handlungstheorie, Sprachtheorie, Religionsphilosophie, Ontologie und Ethik) wird in dem 2014 erschienenen Buch „Integrale Philosophie“ zusammenfassend dargestellt.

### Umbau der Demokratie
Die Handlungstheorie wird zu einer Handlungs-Systemtheorie erweitert, im Unterschied zu derjenigen von Talcott Parsons jedoch, durch den einheitlichen Gesichtspunkt der sozialen Reflexion, zugleich zu einer Reflexions-Systemtheorie. Diese ist wesentlich gekennzeichnet durch vier wert-gestufte, reflexiv aufeinander aufbauende Ebenen oder Subsysteme (Reflexions-Systemtheorie der Viergliederung oder der viergegliederten „Wertstufendemokratie“), nämlich Wirtschaft, Politik, Kultur und Legitimations- oder Grundwertesystem.
Diese seit 1975 thematisierten Systemebenen der Gesellschaft führen Heinrichs in den 1990er-Jahren zu einem neuen Demokratiemodell, das durch vier bereichsspezifische, reflexionslogisch (durch eine rahmensetzende Vorrangregelung von 4 nach 1) aufeinander bezogene Parlamente charakterisiert ist, das Wirtschafts-, Politik-, Kultur- sowie Grundwerteparlament. Die Unterscheidung dieser Teilparlamente ergibt sich für ihn als zwingende kollektiv-praktische und damit institutionelle Konsequenz aus der Systematik des Sozialen als Handlungs- und Reflexionssystem. Die bereichsspezifischen (z. B. jährlichen) Wahlen für die jeweiligen Teilparlamente beanspruchen zugleich, eine realistische innere Synthese (keinen bloßen Mix) von repräsentativer und direkter Demokratie darzustellen.
Heinrichs zufolge seien der von Macht geleitete Dogmatismus der Allround- oder Einheitsparteien (die alle Themen in unsachlicher Weise bündeln) sowie die Dominanz der Wirtschaftsebene hauptverantwortlich für die weltweite Krise bzw. Stagnation der gegenwärtigen Demokratien, besonders auch auf europäischer Ebene. Bei der Einrichtung von sachbereichsspezifischen, direkt gewählten Parlamenten würden sich die Parteien (bei Verbot einer ebenenübergreifenden Kartellbildung in einem neuen Parteiengesetz) in Sachparteien neuen Stils umwandeln. Es komme folglich, durch eine Vorrangsregelung zwischen der Gesetzgebung der Teilparlamente, und zwar vom Grundwerteparlament angefangen bis zum Wirtschaftsparlament, zu einer tatsächlichen Realisierung der Grundwerte, ebenso wie der kulturellen Werte, während beide Ebenen derzeit weitgehend ideologischer Überbau über eine ökonomiebeherrschte Politik blieben. In Heinrichs’ Wertstufendemokratie gäbe es u. a. erstmals eine Wirtschaftsdemokratie, d. h. konkret ein Wirtschaftsparlament mit spezifisch für diesen Bereich gewählten Vertrauensleuten der Bevölkerung; dasselbe entsprechend auf der rechtspolitischen, kulturpolitischen und weltanschauungs- u. a. kirchenpolitischen Ebene.
Auch aktuelle Themen spielen für Heinrichs eine wichtige Rolle, so die angeblich systemtheoretisch begründeten Strukturprobleme Europas, die sich nur als europäische Wertstufendemokratie lösen lassen; die Dominanz der Wirtschaft über die Politik im weitesten Sinne, also über das Rechtssystem, die Kultur und die Auslegung der (weltanschaulichen, ethischen) Grundwerte; ein eigenes Kulturparlament für Erziehung, Wissenschaft, Publizistik, Kunst, dadurch auch die notwendige Befreiung der Wissenschaft von intransparenten Einflüssen der Wirtschaft, der Parteien sowie der Kirchen und internen unsachlichen Machtstrukturen; Entgegenkommen gegenüber Immigranten, jedoch unter Anerkennung des Vorrangs der einheimischen Kultur (jus culturae), kulturelle Solidarität der Einwanderer: ein Weg zwischen neuem Nationalismus und einer „Multi-Kulti-Ideologie“ (vgl. „Gastfreundschaft der Kulturen“); ein faires Miteinander der Weltanschauungen und Religionen im Staat (vermittelt durch das Grundwerteparlament) anstelle der konfessionellen Privilegien; und Kritik an der Liebes- und Sexualmoral der päpstlichen Enzykliken, insbesondere Deus caritas est, worin er unter anderem ein Eingeständnis früherer Irrtümer vermisst.
In einem Offenen Brief als Anhang zu seinem Buch Handlungen. Das periodische System der Handlungsarten hat er im Herbst 2007 Jürgen Habermas im Hinblick auf dessen Diskurstheorie der Gesellschaft, dessen Fast-Identifizierung von Handlung mit Sprache, das Spiel mit einem mehrdeutigen Diskurs-Begriff usw. zusammenfassend kritisiert.

## Veröffentlichungen
Heinrichs hat die im Folgenden aufgelisteten, mehr als 40 Bücher geschrieben, darüber hinaus über 150 Aufsätze in Fachzeitschriften und populären Zeitschriften, sowie eine Reihe von Artikeln in Lexika und Enzyklopädien veröffentlicht, siehe www.johannesheinrichs.de, wo auch die literarischen Veröffentlichungen aufgeführt sind. 2023 erschien zudem seine Autobiographie „Das Recht nicht zu lügen“ (s. u.).
- Intentio als Sinn bei Thomas von Aquin. Eine Untersuchung über die differenzierte Einheit des thomanischen Intentionsbegriffes. Philosophische Lizentiatsarbeit Pullach 1967 (PDF; 948 KB).
- Die Logik der „Phänomenologie des Geistes“. 2., durchgesehene Auflage. Bouvier, Bonn 1983, ISBN 3-416-01753-6.
- Reflexion als soziales System. Zu einer Reflexions-Systemtheorie der Gesellschaft. Bouvier, Bonn 1976, ISBN 3-416-01311-5; Neuausgabe als Logik des Sozialen. Woraus Gesellschaft entsteht. Steno, Varna u. a. 2005, ISBN 954-449-199-6.
- Freiheit, Sozialismus, Christentum. Um eine kommunikative Gesellschaft. Bouvier, Bonn 1978, ISBN 3-416-01433-2 (PDF).
- Reflexionstheoretische Semiotik. Bouvier, Bonn
  - Teil 1: Handlungstheorie. Struktural-semantische Grammatik des Handelns. 1980, ISBN 3-416-01596-7 (PDF; 2,07 MB).
  - Teil 2: Sprachtheorie. Philosophische Grammatik der semiotischen Dimensionen. 1981, ISBN 3-416-01625-4.
- Die Logik der Vernunftkritik. Kants Kategorienlehre in ihrer aktuellen Bedeutung. Eine Einführung. Franke, Tübingen 1986, ISBN 3-7720-1726-6.
- Die Liebe buchstabieren. Stichworte zu einem Menschheitsthema. Fischer-Taschenbuch-Verlag, Frankfurt 1987, ISBN 3-596-23867-6; Neuausgabe als Die Liebe buchstabieren. Das grosse ABC für Erlebnis- und Denkfreudige. Deutscher Studien-Verlag, Weinheim 1994, ISBN 3-89271-431-2.
- mit John Hormann: Wörterbuch des Wandels. Einsichten für Manager, Mystiker … und Menschen. mvg-Verlag, München 1991, ISBN 3-478-07620-X.
- Gastfreundschaft der Kulturen. Multikulturelle Gesellschaft in Europa und deutsche Identität. Verlag Die Blaue Eule, Essen 1994, ISBN 3-89206-623-X.
- Ökologik. Tiefenökologie als strukturelle Naturphilosophie. Lang, Frankfurt u. a. 1997, ISBN 3-631-31102-8 (2., überarbeitete Auflage. Öko-Logik. Geistige Wege aus der Klima- und Umweltkatastrophe. Steno, Varna u. a. 2007, ISBN 978-954-449-308-0).
- Sprung aus dem Teufelskreis. Logik des Sozialen und natürliche Wirtschaftsordnung. aktualisierte Neuauflage. Steno, Varna u. a. 2005, ISBN 954-449-200-3.
- Entwurf systemischer Kulturtheorie. Abteilung für Kulturwissenschaften der Universität Krems, Krems 1998, ISBN 3-901806-04-0.
- Philosophie am Scheideweg. Johannes Heinrichs im Interview mit Clemens K. Stepina. 1. Auflage. Passagen Verlag, Wien 2002, ISBN 3-85165-522-2.
- 2003: Revolution der Demokratie. Eine Realutopie für die schweigende Mehrheit. Maas, Berlin 2003, ISBN 3-929010-92-5.[13]
- Das Geheimnis der Kategorien. Die Entschlüsselung von Kants zentralem Lehrstück. MAAS, Berlin 2004, ISBN 3-929010-94-1.
- 2005: Demokratiemanifest für die schweigende Mehrheit. Die „Revolution der Demokratie“ in Kürze. Steno-Verlag, München 2005, ISBN 954-449-201-1.
- Revolution aus Geist und Liebe. Hölderlins „Hyperion“ durchgehend kommentiert. Steno, München u. a. 2007, ISBN 978-954-449-311-0.
- Kultur – in der Kunst der Begriffe. Steno, München u. a. 2007, ISBN 978-954-449-327-1.
- Philosophische Semiotik.
  - Teil 1: Handlungen. Das periodische System der Handlungsarten. 2., vollständig überarbeitete Auflage. Steno, München u. a. 2007, ISBN 978-954-449-319-6.
  - Teil 2: Sprache.
    - Band 1: Die Zeichendimension. Das elementare Spiel der Zeichengestalten. (Sigmatik). Steno, München u. a. 2008, ISBN 978-954-449-345-5.
    - Band 2: Die Bedeutungsdimension. Das subjektive Spiel der objektiven Bedeutungen (Semantik). Steno, München u. a. 2008, ISBN 978-954-449-351-6.
    - Band 3: Die Handlungsdimension. Psychologik der Sprechakte und Dialoganalyse (Pragmatik). Steno, München u. a. 2008, ISBN 978-954-449-352-3.
    - Band 4: Die Satzbauformel. Eine philosophisch begründende Grammatik (Syntax). Steno, München u. a. 2009, ISBN 978-954-449-353-0.
    - Band 5: Textsorten und Stilfiguren oder Die Festspiele des Stils (Stilistik). Steno, München u. a. 2009, ISBN 978-954-449-354-7.
    - Die integrale Systematik der Sprache in 5 Bänden. Steno, München u. a. 2010, ISBN 978-954-449-448-3.
- Sprache spricht mir. Die Summa poetica des Philosophen J.H. Araki, Leipzig 2013, ISBN 978-3-941848-14-6.
- Die Logik des europäischen Traums. Eine systemtheoretische Vision. Academia, St. Augustin 2014, ISBN 978-3-89665-641-4.
- Revolution der Demokratie. Eine konstruktive Bewußtseinsrevolution. Academia, St. Augustin 2014, ISBN 978-3-89665-646-9.
- Integrale Philosophie. Wie das Leben denken lernt: gelebte und ausdrückliche Reflexion. Academia, St. Augustin 2014, ISBN 978-3-89665-647-6.
- Gastfreundschaft der Kulturen: Der Weg zwischen Multikulti und neuem Nationalismus. ibidem-Verlag, Stuttgart 2017, ISBN 978-3-8382-1158-9.[14]
- Kritik der integralen Vernunft. Eine philosophische Psychologie. Band I: Grammatik der menschlichen Bewusstseinsfunktionen. ISBN 978-3-8382-1178-7; Band II: Landkarte des Unbewussten. ibidem-Verlag, Stuttgart 2018, ISBN 978-3-8382-1179-4.[15]
- Integral Philosophy. The Common Logical Roots of Anthropology, Politics, Language, and Spirituality. ibidem-Verlag, Stuttgart 2018, ISBN 978-3-8382-1148-0.
- Value-levels-democracy. The Reflection-System-Theory of Four-segmentation. PRISMA, Auroville, Tamil Nadu, India 2019, ISBN 978-81-933675-7-5.[16]
- Gelebte Reflexion: Schriften zur Reflexions-Systemtheorie. Academia Verlag (Nomos-Verlagsgesellschaft), Baden-Baden 2019, ISBN 978-3-89665-787-9.
- Dialektik jenseits von Hegel und Corona. Integrale Strukturlogik als Hegels Auftrag für eine Philosophie der Zukunft. Academia Verlag (Nomos-Verlagsgesellschaft), Baden-Baden 2020, ISBN 978-3-89665-914-9.
- Dialogik. Kann denn Liebe logisch sein? Academia Verlag (Nomos-Verlagsgesellschaft), Baden-Baden 2020, ISBN 978-3-89665-918-7.
- Das Recht nicht zu lügen. Der Ex-Jesuit im autobiografischen Interview über sexuelle Heuchelei, Staatskirchentum und die akademische Diskurskrankheit Europa Buch, Berlin 2023, ISBN 979-12-201-3408-8.